# Нехорошев, Николай Николаевич
Не́хорошев Никола́й Никола́евич (2 октября 1946, Курск — 18 октября 2008, Москва) — советский и российский математик, специалист по гамильтоновым системам, теории возмущений, классической и небесной механике, интегрируемым системам, динамическим системам, квазиклассическим приближениям, теории особенностей. Профессор Московского государственного университета им. М. В. Ломоносова (механико-математический факультет) и Миланского университета. 

## Биография
Родился  2  октября 1946 г. в Курске. В 1963 г., учась в десятом классе средней школы города Курска, занял первое место в городской математической олимпиаде Курска, после чего перевёлся в 11-й класс физико-математической школы-интерната при МГУ, которую окончил через год, став одним из 19 первых её выпускников. В том же году поступил на механико-математический факультет МГУ.
Во время учёбы на мехмате МГУ Николай Николаевич начал участвовать в семинаре В. И. Арнольда. Кроме того, он принимал активное участие в студенческом строительном движении, был основателем и первым командиром студенческого стройотряда «Республика Тын» механико-математического факультета МГУ.
По окончании в 1969 г. мехмата МГУ Николай Николаевич продолжил обучение в аспирантуре этого же факультета на кафедре дифференциальных уравнений под руководством В. И. Арнольда. В 1973 г. защитил кандидатскую диссертацию «О поведении гамильтоновых систем, близких к интегрируемым». После этого работал на кафедре дифференциальных уравнений мехмата МГУ, а с 2001 г. — на кафедре математического анализа.

## Научная деятельность
Н. Н. Нехорошеву принадлежит фундаментальный результат об экспоненциальной скорости эволюции переменных действия в слабо возмущенных интегрируемых гамильтоновых системах. Имя Нехорошева носит принадлежащая ему теорема — одна из теорем КАМ-теории — об экспоненциальных оценках времени устойчивости гамильтоновых систем, близких к интегрируемым. Эти работы были отмечены премией Московского математического общества (1974) и премией им. А. Н. Колмогорова (1997). 
В 2000-е годы Н. Н. Нехорошев (совместно с Б. И. Жилинским и Д. А. Садовским) внёс новый значительный вклад в теорию динамических систем — понятие обобщённой («дробной») монодромии.

## Избранные публикации
- Монодромия слоя с осцилляторной особой точкой типа 1:(−2) Архивная копия от 14 июня 2018 на Wayback Machine // Нелинейная динам., 12:3 (2016), 413–541.
- Дробная монодромия в случае произвольных резонансов // Матем. сб., 2007, 198:3, 91-136.
- Об особенностях типа {\displaystyle A_{k}} на плоских кривых фиксированной степени // Функц. анализ и его прил., 2000, 34:3, 69-70 (соавтор С. М. Гусейн-Заде).
- Экспоненциальная устойчивость приближенной основной моды нелинейного волнового уравнения // Функц. анализ и его прил., 1999, 33:1, 80-83.
- A property of exponential stability in nonlinear wave equations near the fundamental linear mode // Physica D, Elsevier Scince, Amsterdam, 1998, т. 122, 73-104 (соавтор D. Bambusi).
- О комплексных структурах на двумерных торах, допускающих метрики с нетривиальным квадратичным интегралом // Матем. заметки, 1995, 58:5, 643—652 (соавтор И. К. Бабенко)
- Нехорошев Н. Н. Теорема Пуанкаре-Ляпунова-Лиувилля-Арнольда // Функц. анализ, 1994, т. 28, вып. 2, 67-69.
- Комплексный росток в системах с одной циклической переменной // УМН, 1984, 39:3(237), 233—234 (соавторы Б. Валиньо, С. Ю. Доброхотов)
- О примыканиях особенностей {\displaystyle A_{k}} к точкам страта {\displaystyle \mu =\mathrm {const} } особенности // Функц. анализ и его прил., 1983, 17:4, 82-83 (соавтор С. М. Гусейн-Заде)
- Экспоненциальная оценка времени устойчивости гамильтоновых систем, близких к интегрируемым II // Труды семинара им. Петровского, 1979, вып. 5, 5-50.
- Экспоненциальная оценка времени устойчивости гамильтоновых систем, близких к интегрируемым I // УМН, 1976, т. 32, вып. 6, 5-66.
- Устойчивые оценки снизу для гладких отображений и для градиентов гладких функций // Матем. сб., 1973, 90(132):3, 432—478
- Переменные действие-угол и их обобщение // Труды ММО, 1972, т. 26, 181—198.
- О поведении гамильтоновых систем, близких к интегрируемым // Функц. анализ и его прил., 1971, 5:4, 82-83
- Две теоремы о переменных действие-угол // УМН, 1969, 24:5(149), 237—238